# Nunatak San Fernando
Nunatak San Fernando är en nunatak i Antarktis. Den ligger i Östantarktis. Argentina och Storbritannien gör anspråk på området. Toppen på Nunatak San Fernando är 552 meter över havet.
Terrängen runt Nunatak San Fernando är kuperad västerut, men österut är den platt. Trakten är obefolkad. Det finns inga samhällen i närheten.